# Happiness (serie televisiva 2015)
Happiness (Adı Mutluluk) è un serial televisivo turco composto da 17 puntate, trasmesso su Fox dal 23 giugno al 13 ottobre 2015, con protagonisti Kaan Yıldırım ed Ezgi Eyüboğlu.
In Italia la serie è andata in onda su Fox Life dal 20 giugno al 17 agosto 2016.

## Trama
La storia ruota attorno a Kumsal Güçlü, una giovane donna ricca di una città costiera chiamata Çeşme. Dopo aver incontrato Batu Değirmenci per caso, insieme iniziano un viaggio verso Istanbul pieno di nuove avventure ed esperienze.

## Puntate
| Stagione       | Puntate | Puntate | Prima TV | Prima TV |
| Stagione       | Turchia | Italia  | Turchia  | Italia   |
| -------------- | ------- | ------- | -------- | -------- |
| Prima stagione | 17      | 43      | 2015     | 2016     |

## Personaggi e interpreti
- Batu Değirmenci, interpretato da Kaan Yıldırım, doppiato da Daniele Raffaeli.
- Kumsal Güçlü, interpretata da Ezgi Eyüboğlu, doppiata da Eleonora Reti.
- Dolunay Değirmenci, interpretata da Dilara Aksüyek, doppiata da Alessandra Bellini.
- Eren Yüksel, interpretato da Ceyhun Mengiroğlu, doppiato da Gabriele Sabatini.
- Zeki Kubilay, interpretato da Yağız Can Konyalı, doppiato da Gianluca Cortesi.
- Tatlı, interpretato da Orçun İynemli.
- Sera Yüksel, interpretata da Aslı Bekiroğlu, doppiata da Jessica Bologna.
- Gonca Gül Duran, interpretata da Zeynep Bastık, doppiata da Sophia Di Pietro.
- Vural Değirmenci, interpretato da Kaan Çakır, doppiato da Teo Bellia.
- Yelda, interpretato da Yağmur Kaşifoğlu, doppiata da Alessandra Korompay.
- İpek, interpretata da Begüm Atak, doppiato da Deborah Ciccorelli.
- Ozan, interpretato da Onur Alp Sancaktar, doppiato da Marco Briglione.
- Taylan Yüksel, interpretato da Fatih Dönmez, doppiato da Roberto Certomà.
- Cevdet, interpretato da Serkan Tinmaz, doppiato da Sacha De Toni.

## Produzione
La serie è diretta da Ersoy Özlevi, scritta da Aksel Bonfil e Hakan Bonomo e prodotta da Süreç Film.

### Riprese
Le riprese sono state effettuate dal 3 maggio 2015 e sono terminate alcuni mesi dopo tra Istanbul e Smirne, in particolare a Çeşme.

## Promozione
L'esordio della serie, previsto per il 23 giugno 2015, è stato annunciato il 16 giugno attraverso i profili social della serie, di Fox e della società di produzione Süreç Film. I primi promo sono stati rilasciati da Fox dal 21 maggio dello stesso anno.